# Typ 99 8,8-cm-Flugabwehrkanone
Die Typ 99 8-cm-Flugabwehrkanone (japanisch 九九式八糎高射砲 Kuku shiki hachi senchi Kōshahō) war eine Flugabwehrkanone der Kaiserlich Japanischen Landstreitkräfte, die von 1939 bis 1945 eingesetzt wurde.

## Hintergrund
Ende 1937 konnten die Kaiserlich Japanischen Landstreitkräfte bei den Gefechten um Nanking mehrere, im Rahmen der Militärhilfe aus Deutschland an China gelieferte 8,8-cm-Schnelladekanone C/30 der Kriegsmarine erbeuten. Erste Tests ergaben, dass die Waffe der Typ 88 7,5-cm-Flugabwehrkanone und der Typ 14 10-cm-Flugabwehrkanone zum Teil deutlich überlegen war. Nach dem Rückruf der deutschen Militär-Unterstützungsmission aus China 1938 war der Weg frei für einen Nachbau der C/30 durch das Arsenal Osaka, welcher im Rahmen des Dreimächtepakts, aber ohne Lizenz, erfolgte. Die Arbeiten begannen 1939 (daher die Jahresbezeichnung 99 gemäß Kōki-Kalender) und endeten mit der offiziellen Einführung Mitte 1941.

## Entwicklung
Die Waffe wurde ohne große Änderungen übernommen. Eine eigene längere Version des Schutzschildes wurde entwickelt, die jedoch knapp 725 kg mehr als das Original wog. Zudem wurden die Richtgeräte am Geschütz auf japanische Modelle umgestellt. Da die Waffe auf einem Konzept aus dem Ersten Weltkrieg beruhte, war die Herstellung ohne Spezialgeräte relativ einfach möglich. Ein Problem war und blieb, dass das Kaliber bei den japanischen Streitkräften vorher nicht verwendet worden war. Dies machte eine eigene Munitionslogistik und eigene Geschossentwicklung erforderlich, da man nicht von Lieferungen aus Deutschland abhängig sein wollte. Als Munition kamen in der Erprobungsphase zunächst in China erbeutete Bestände zum Einsatz. Zudem wurde in geringem Umfang Munition in Deutschland erworben. 1940 konnte schließlich mit der Einführung der Typ-100-Sprenggranate eine eigene Munitionsherstellung beginnen.

## Technik

### Waffe
Das Geschütz besteht aus drei Teilen:
- Rohr
- Oberlafette mit Rohrrücklauf
- Pivot

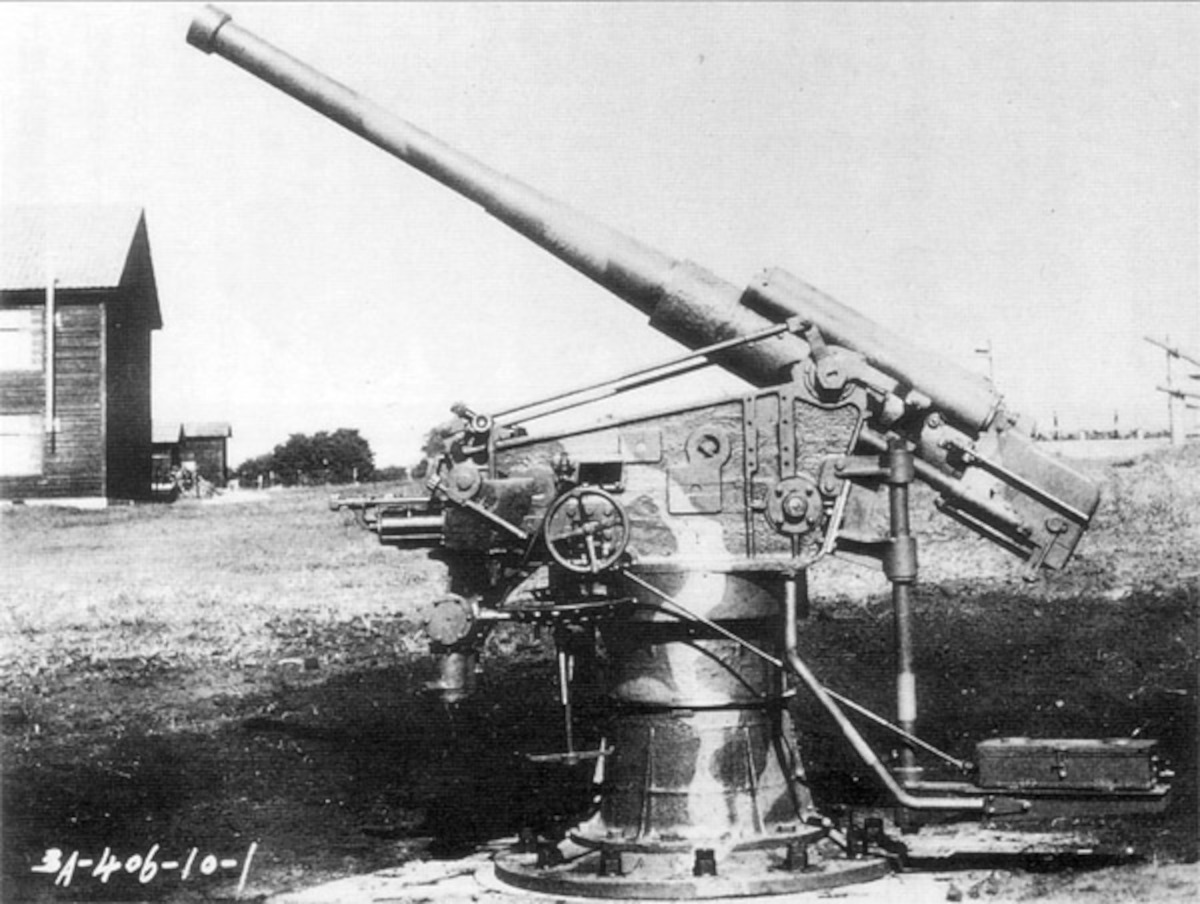
Typ 99 Flugabwehrkanone nach dem Kriegsende auf einem Schießplatz

Das Rohr mit Verschluss wog 1250 kg und hatte eine Länge von 3,96 m (L/45). Es besaß einen nach oben öffnenden Keilverschluss. Die Bauweise des Rohres war zunächst zweiteilig. Die Oberlafette bestand aus zwei Teilen: dem vertikal beweglichen Oberteil mit federhydraulischer Rohrbremse und Vorholer oberhalb der Rohrbefestigung sowie dem vertikal drehbaren Unterteil mit den Richtmechaniken. Die beiden Teile waren über zwei Drehzapfen miteinander verbunden. Der untere Teil der Oberlafette waren auf einem Mittelpivot montiert. Dies ermöglichte einen Höhenrichtbereich von −11° bis 80° und einen Seitenrichtbereich von 360°. Die Seitenrichtung erfolgte grob durch die Bedienmannschaft, wobei der Feinrichtmechanismus ausgekoppelt wurde. Die Feinrichtung nach Höhe und Seite erfolgte über Handräder rechts und links am unteren Teil der Oberlafette. Für die Richtschützen waren Metallsitzschalen vorgesehen.
Der Einsatz war nur in ortsfesten Stellungen möglich. Eine eigene Unterlafette war nicht vorgesehen. Der Transport erfolgte in demontiertem Zustand durch Lastkraftwagen oder auf geeigneten Anhängern wie dem Typ 94 1,5-t-Anhänger und dem Typ 94 3-t-Anhänger. Vor dem eigentlichen Instellunggehen der Waffe waren Boden- und Betongussarbeiten nötig. Dann wurde mit einem Hilfskran der Pivot auf der erstellten Betonunterlage abgesetzt und verschraubt. Der Rest der Waffe konnte dann mit dem Kran darauf aufgebaut werden. Zuletzt wurde der Schild an der Oberlafette fest verschraubt. Für kurzfristig zu nutzende Ausweichpositionen gab es auch die Möglichkeit, eine Unterlage aus Holz anzufertigen. Die Haltbarkeit war jedoch deutlich geringer als bei Beton.
Im Laufe des Krieges gab es auch Bestrebungen, die Geschütze mittels frei verlegbarer Barbetten aus Stahl beweglicher zu machen. Da der nötige Aufwand für den Stellungsbau hinsichtlich des nötigen Geräts aber nur unwesentlich geringer war, wurden die entsprechenden Versuche schließlich aus Materialmangel beendet.

### Munition
Das ausschließlich verwendete Typ-100-Sprenggeschoss wog 8,9 kg, die Treibladungskartusche etwa 4,5 kg. Als Zünder kam der mechanische Zeitzünder Typ 100 zum Einsatz, der auch ohne Verzögerung als Aufschlagzünder eingestellt werden konnte. Zudem wurde noch ein Hilfszünder verwendet, der das Geschoss bei einem Fehlschuss mit Aufschlagzünder nach einer bestimmten Maximalflugzeit zerlegte.
Im Rahmen der Vorbereitung auf eine Invasionsabwehr wurde ab 1944 noch das panzerbrechende 8-cm-Geschoss Typ 4 für den Erdkampf entwickelt, mit dem bis zu 120 mm auf 500 m durchschlagen werden konnten. Weitere Daten sind nicht bekannt.
Im Einsatz wurde die nötige Bereitschaftsmunition aus den beiden Teilen zusammengesetzt und neben den Geschützen bereit gelegt. Die Maximalschussweite lag bei 15700 m. In der Flugabwehr wurde mit voreingestellten Zeitzündern geschossen. Die maximale Schusshöhe lag bei etwa 10400 m.
| Bezeichnung                        | Bild                      | Gewicht   | Gewicht     | Sprengstoff    | Zünder                              |
| Bezeichnung                        | Bild                      | Granate   | Sprengstoff | Sprengstoff    | Zünder                              |
| ---------------------------------- | ------------------------- | --------- | ----------- | -------------- | ----------------------------------- |
| Typ 100 8-cm-Sprenggranate         | Typ 100 8-cm-Sprengranate | 8,92 kg   | 0,9 kg      | Trinitrotoluol | Typ 100 Zünder und Hilfs-Zeitzünder |
| Typ 4 8-cm-Panzerbrechende Granate |                           | unbekannt | unbekannt   | unbekannt      | Typ 100 Zünder und Hilfs-Zeitzünder |

## Produktion und Einsatz

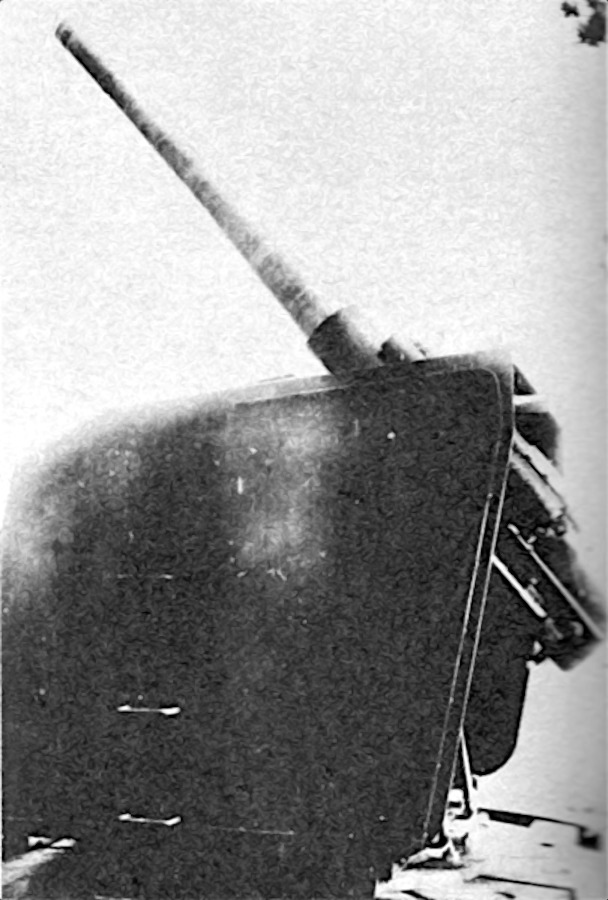
Typ 99 8-cm-Flugabwehrkanone mit dem vergrößerten Schutzschild

Die Produktion begann Ende 1941 und endete erst zum Kriegsende im August 1945. Genaue Zahlen sind unbekannt, aber auf Grundlage der bei Kriegsende aufgefundenen Dokumenten ist von mindestens 500 hergestellten Geschützen auszugehen. Japanische Quellen mutmaßen eine Produktion von bis zu 1000 Stück. 1942 wurde aus Ersparnis- und Handhabungsgründen ein einteiliges Rohr eingeführt und das Schild in der Produktion weggelassen.
Eingesetzt wurde die Typ 99 8-cm-Flugabwehrkanone fast ausschließlich bei den Luftabwehr-Regimentern der Heimatverteidigung in Ergänzung zu den Typ 11 7,5-cm-, den Typ 12 10-cm- und den Typ 88 7,5-cm-Flugabwehrgeschützen. Organisatorisch entsprachen die Einheiten der Flugabwehr denen der Artillerie mit Batterien zu vier Geschützen und drei oder vier Batterien je Abteilung. Es wurde angestrebt, zumindest auf Abteilungsebene gleiche Geschütze im Einsatz zu haben. Dies gelang ab Mitte des Krieges auf Basis des hohen Bedarfs an Flugabwehrwaffen und den relativ geringen Beständen nur noch selten, so dass die Geschütze batterieweise unterschiedlich sein konnten. In der Festungsartillerie wurden von vornherein gemischte Einheiten eingesetzt. Diese konnten im Umfang je nach Festungsgröße und Bedeutung zwischen einer Batterie und mehreren Abteilungen groß sein.
Die effektive Schusshöhe lag immer noch unter der normalen Flughöhe des US-amerikanischen B-29-Bombers. Jedoch war die maximale Schusshöhe ausreichend, um in den meisten Fällen zumindest kurzzeitig Sperrfeuer schießen zu können und so den Anflug zu stören. Dies reichte allerdings nicht aus, um die Angriffe nachhaltig zu behindern. Gegen Bomber in mittlerer und niedriger Höhe war die Waffe trotz allem effektiver als die meisten anderen zur Verfügung stehenden Geschütze.

## Nachfolger
1943 wurde mit der Typ 3 12-cm-Flugabwehrkanone eine stärkere und wirkungsvollere Kanone geschaffen. 1944 kam noch die ebenfalls leistungsstärkere Typ 4 7,5-cm-Flugabwehrkanone und 1945 schließlich die Typ 5 15-cm-Flugabwehrkanone in die Fertigung und ergänzten die Typ 99 8-cm-Flugabwehrkanone. Letztere blieb jedoch bis zum Kriegsende im Einsatz, da jedes einzelne Geschütz dringend benötigt wurde.